# 国立武昌商科大学
国立武昌商科大学，是辛亥革命之后，由辛亥革命党人在湖北创办的一所国立专门大学。与自强学堂商务门一起被武汉大学经济与管理学院尊为学院的两大源头。

## 历史沿革
- 1916年9月，王铁公、汤济武、汪济舟在武昌三道街（存古学堂旧址）创办国立武昌商业专门学校。
- 1924年5月，更名国立武昌商科大学。有学生241人，教职员46人。耿丹任教育长，沈质清、李汉俊、夏维海、南夔、胡忠民、陆琮等任教授。后湖北督军蕭耀南为抵制曹锟、吴佩孚势力的侵入，延揽旅居上海、北京之国民党元老回鄂，会谈结果公推郭泰祺为国立武昌商科大学校长。
- 1926年冬，国立武昌商科大学和原国立武昌大学、湖北省立医科大学、湖北省立法科大学、湖北省立文科大学、私立武昌中华大学等合并组建国立武昌中山大学（另有国立北京中俄大学和上海大学部分师生并入）。

## 著名校友
- 杨献珍，马克思主义哲学家、理论家、教育家。1955年选聘为中国科学院院士（学部委员）。曾任中共中央直属高级党校校长兼党委第一书记、中共中央委员、中央顾问委员会委员、中共中央党校顾问。（1916年考入）
- 沈质清，曾任国民政府湖北省财政厅厅长。1950年加入中国国民党革命委员会。（1918年考入）
- 翦伯赞，中国历史学家、教育家。1955年选聘为中国科学院院士（学部委员）。主编《中国史纲要》，著有《中国历史哲学教程》、《中国史论集》、《中国史纲》、《历史问题论丛》等。（1919年毕业）
- 吴宗鲁，国立武昌中山大学学生会负责人、中共党员。1928年1月4日被中华民国国民政府杀害于汉口济生路阅马场。被江苏省人民政府于1992年追认为革命烈士。（1923年考入）
- 王明（陈绍禹），曾任中共中央书记处书记、中共中央长江局书记。（1924年考入）